# Heugueville-sur-Sienne

Heugueville-sur-Sienne este o comună în departamentul Manche, Franța. În 1 ianuarie 2022 avea o populație de 462 de locuitori.